# 네스타 카터
네스타 카터(영어: Nesta Carter, 1985년 10월 11일 ~ )는 자메이카의 육상 선수이다. 세계 육상 선수권 대회에서 금메달 3개, 은메달 1개, 동메달 1개를 획득했으며 영국 런던에서 개최된 2012년 하계 올림픽에서 남자 400m 릴레이 금메달을 획득했다. 중국 베이징에서 열린 2008년 하계 올림픽에서도 남자 400m 릴레이 금메달을 획득했으나 2017년에 도핑 샘플 재검사 과정에서 금지 약물 성분이 검출됨에 따라 박탈당했다.

## 경력
자메이카 중부에 위치한 맨체스터 교구 출신인 카터는 맨체스터 고등학교를 졸업하고 킹스턴을 연고로 하는 MVP 육상 클럽(Maximising Velocity and Power Track & Field Club)에서 활동했다. 카터는 2004년 4월에 버뮤다 해밀턴에서 열린 CARIFTA 게임에서 남자 U-20 200m에 출전하여 21.10초를 기록하여 동메달을 획득했다. 같은 해 6월에 멕시코 코아차코알코스에서 열린 중앙아메리카 카리브 주니어 육상 선수권 대회에서는 남자 200m에서 21.35초를 기록하여 4위를 차지했고 400m 릴레이에서는 자메이카의 3번째 주자로 나서 40.63초를 기록하여 금메달을 획득했다.
카터는 이탈리아 그로세토에서 열린 2004년 세계 주니어 육상 선수권 대회에서 남자 200m에 출전했으나 준결승전에서 21.24초를 기록하면서 결선에 진출하지 못했다. 400m 릴레이에서는 자메이카의 준결승전 3번째 주자로 나섰는데 자메이카는 39.90초를 기록했다. 자메이카는 결선에 진출했지만 카터는 결선에 출전하지 않았다. 카터는 일본 오사카에서 열린 2007년 세계 육상 선수권 대회에 출전하여 남자 400m 릴레이에서 자메이카 신기록인 37.89초를 기록하여 금메달을 획득하는 영예를 안았다. 카터는 남자 100m에도 출전했으나 준결승전에서 10.28초를 기록하면서 결선에 진출하지 못했다.
카터는 중국 베이징에서 열린 2008년 하계 올림픽에서 마이클 프레이터, 우사인 볼트, 아사파 파월과 함께 400m 릴레이에서 37.10초를 기록하여 금메달을 획득했다. 하지만 2016년 6월에 국제 올림픽 위원회(IOC)가 2008년 하계 올림픽에 참가했던 카터의 도핑 샘플 재검사 과정에서 운동 능력을 향상시키는 금지 약물로 지정된 흥분제 가운데 하나인 메틸헥산아민 성분이 검출된 사실을 확인함에 따라 카터와 동료 선수들은 2017년 1월 25일을 기해 2008년 하계 올림픽 남자 400m 릴레이에서 획득했던 금메달을 박탈당했다.
카터는 러시아 모스크바에서 열린 2013년 세계 육상 선수권 대회에 참가하여 남자 100m에서 9.95초를 기록하여 자메이카의 우사인 볼트, 미국의 저스틴 개틀린에 이어 동메달을 획득했다. 또한 남자 400m 릴레이에서 37.36초를 기록하여 우사인 볼트, 니켈 애슈미드, 케마 베일리콜과 함께 금메달을 획득했다. 중국 베이징에서 열린 2015년 세계 육상 선수권 대회 남자 400m 릴레이에서는 37.36초를 기록하여 우사인 볼트, 아사파 파월, 니켈 애슈미드와 함께 금메달을 획득했다.